# Тальвиль
Тальвиль (нем. Thalwil) — общественная коммуна в Швейцарии, в кантоне Цюрих.
Входит в состав округа Хорген. Население составляет 16 427 человек (на 31 декабря 2007 года). Официальный код — 0141.

## Фотографии

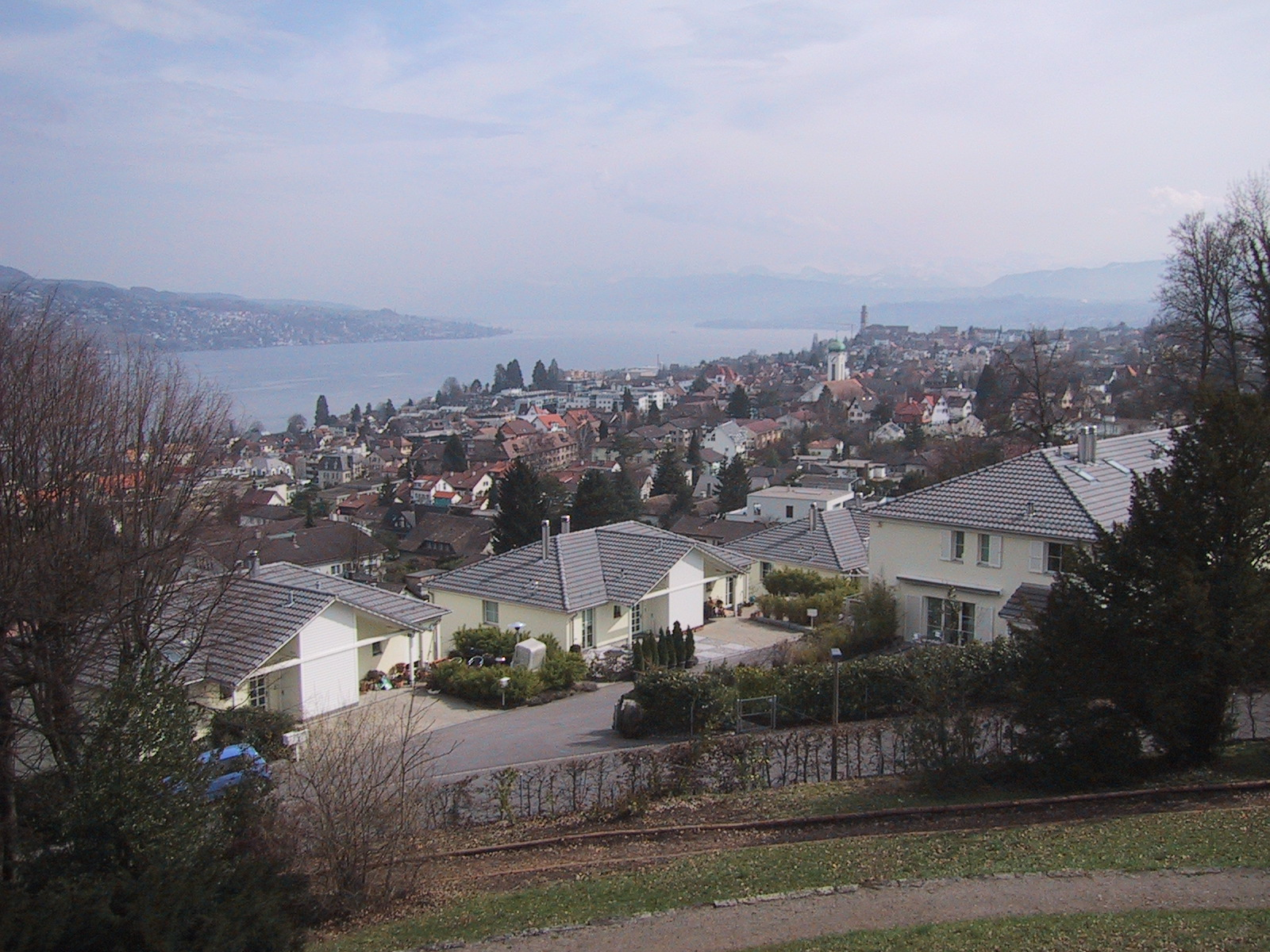
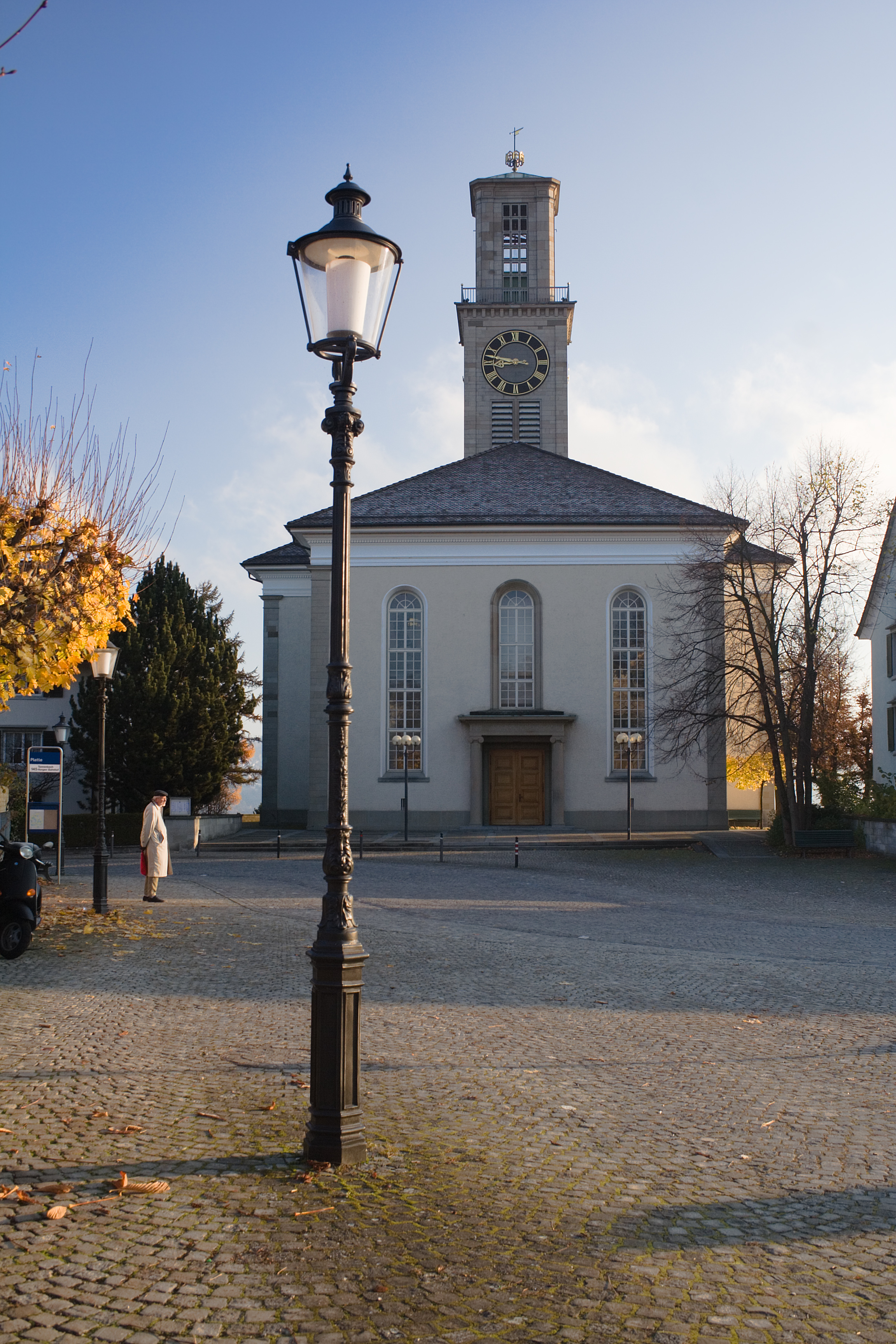
Церковь
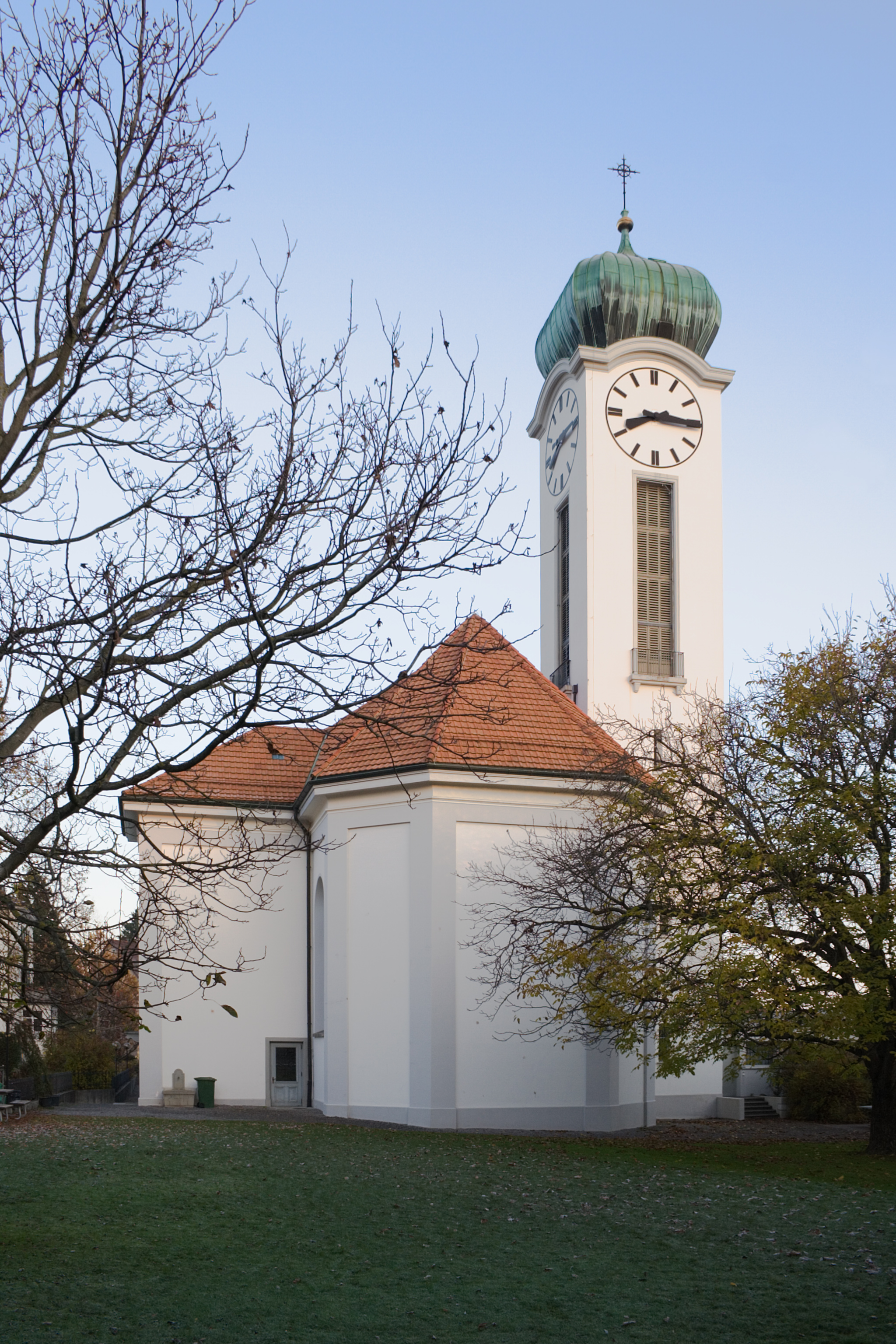
Церковь
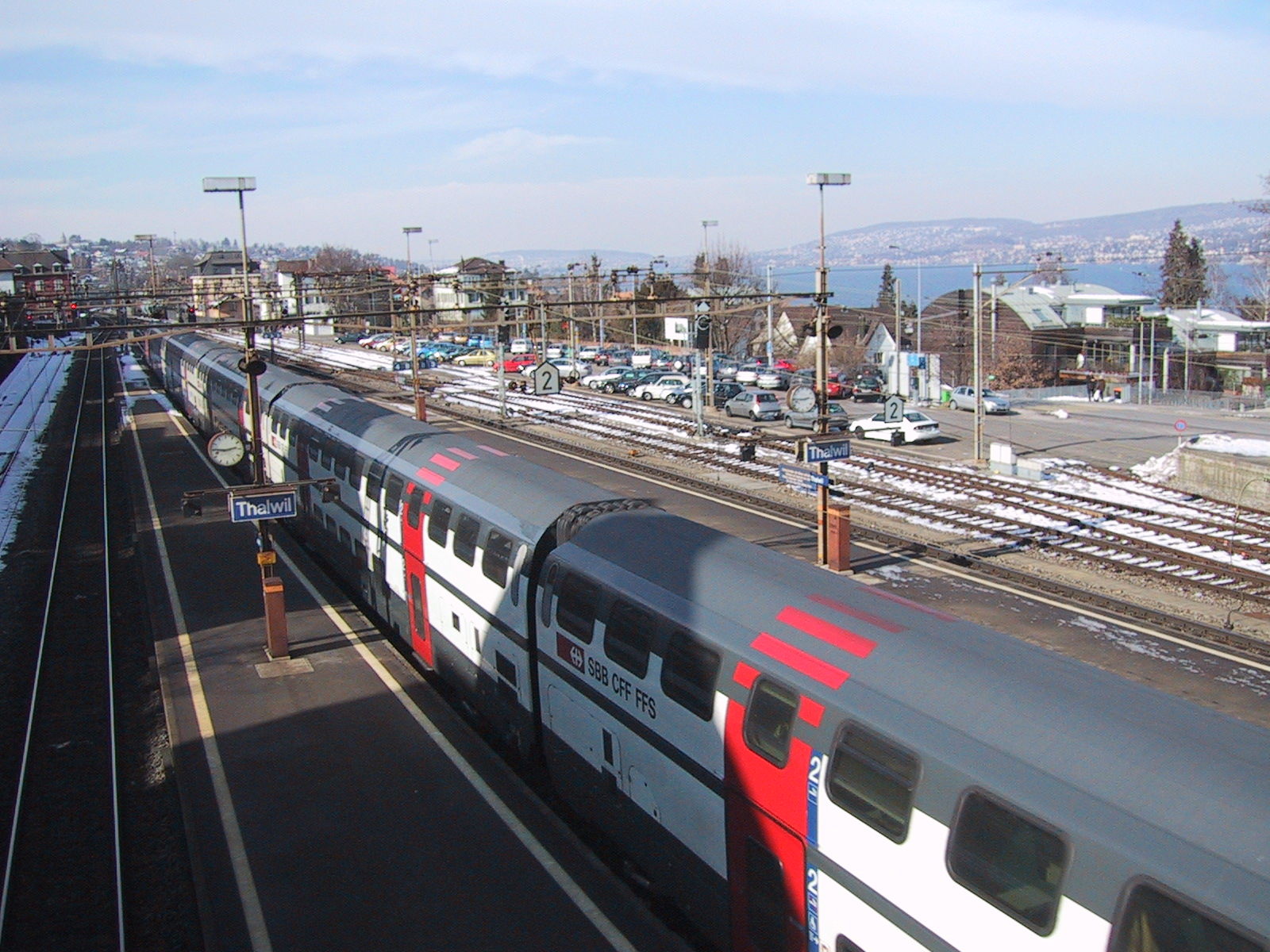
Вокзал
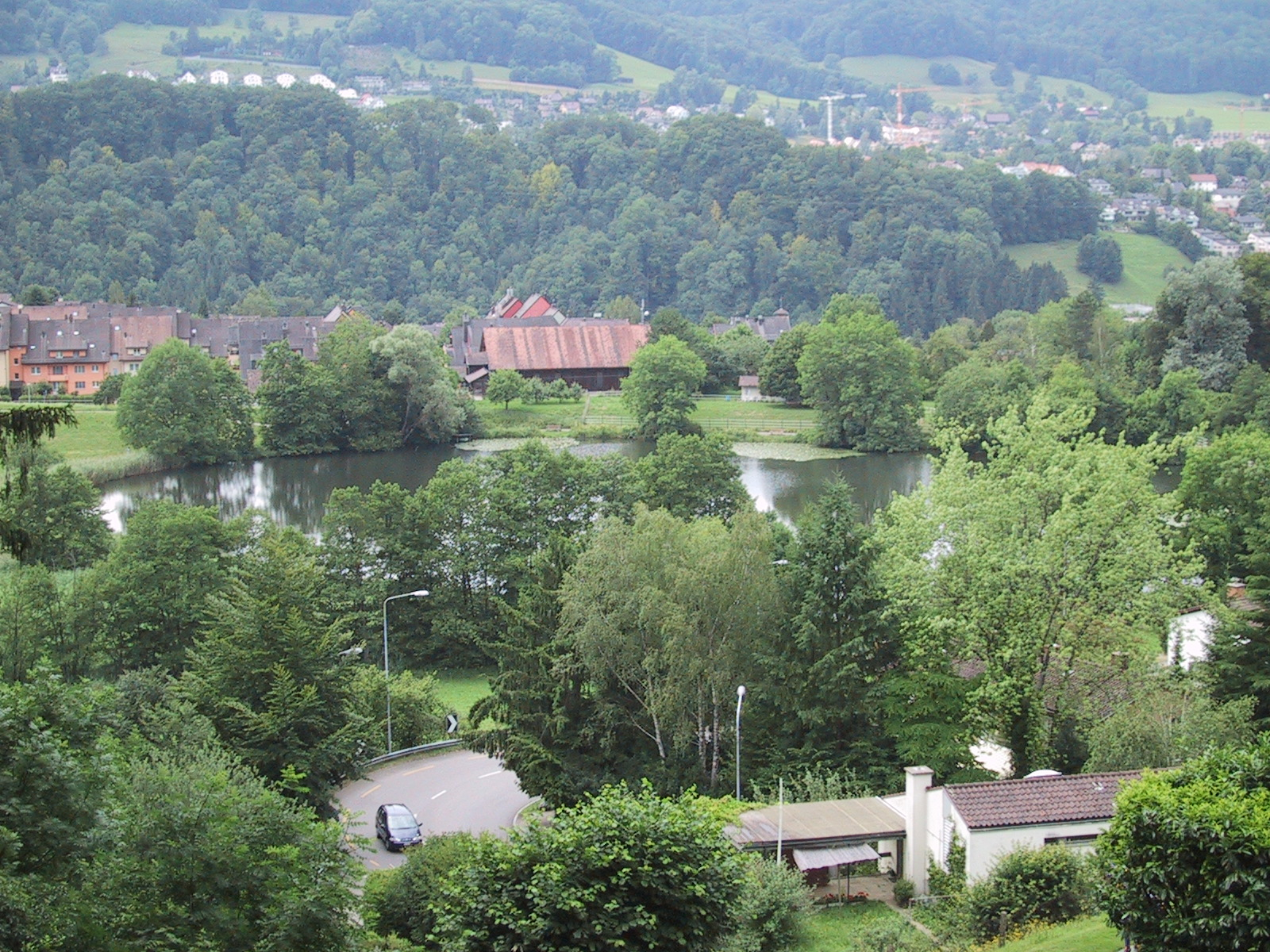
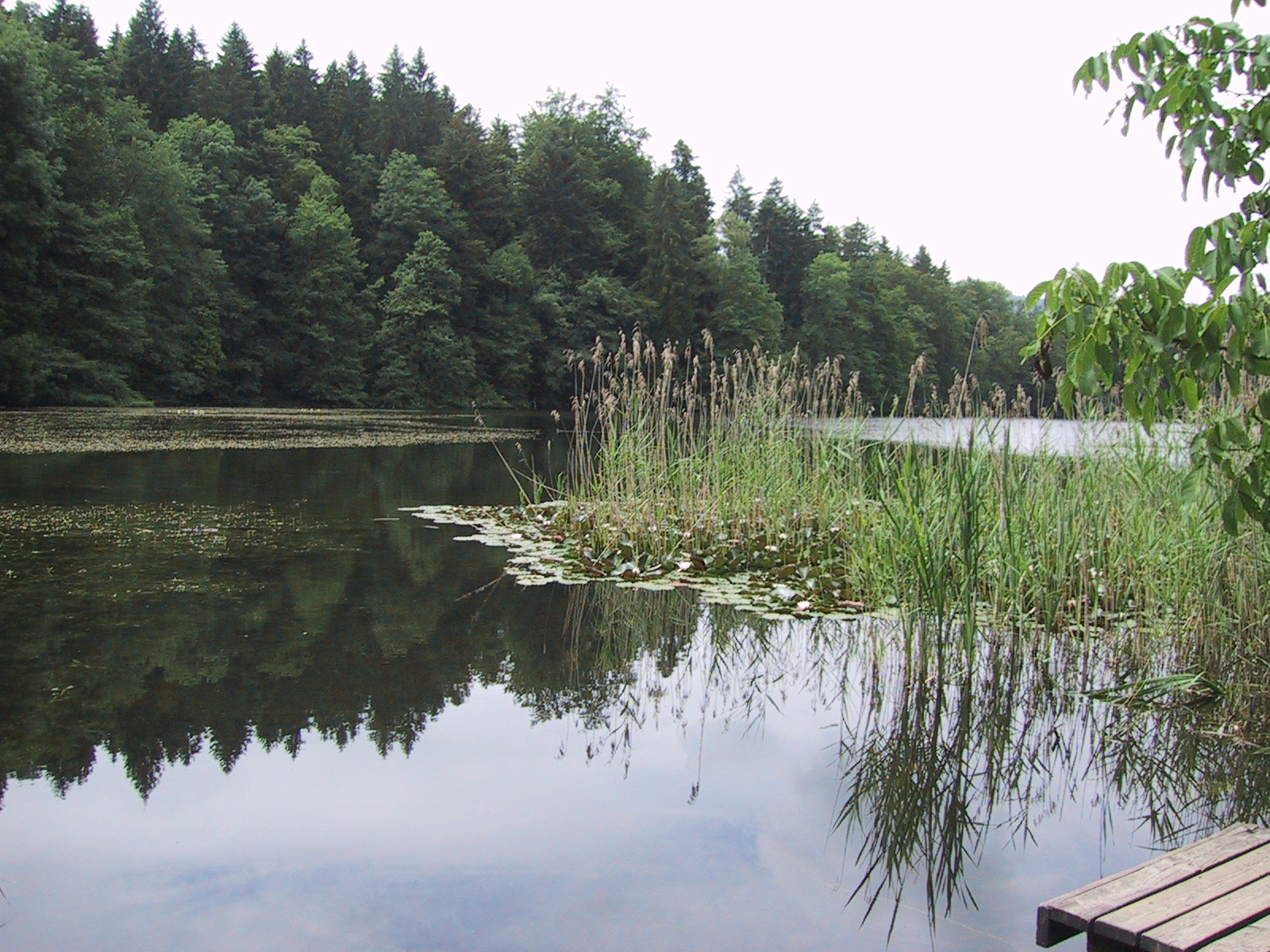